# Énergie solaire au Chili
L'énergie solaire au Chili connait un démarrage tardif mais prometteur, grâce à un ensoleillement parmi les meilleurs au monde et à une politique de soutien initiée en 2014 : le gouvernement de Michelle Bachelet a fixé alors un objectif de 70 % d'électricité renouvelable en 2050, porté en 2019 par le président Sebastian Pinera à 100 % d'électricité renouvelable en 2040.
La filière solaire thermique du Chili est encore très peu développée.
La filière photovoltaïque fournissait 20,2 % de la production nationale d'électricité en 2023, au 1er rang mondial pour la part du solaire dans le mix électrique ; sa progression a été très rapide à partir de 2014 ; l'Agence internationale de l'énergie estime le taux de pénétration théorique du solaire photovoltaïque à 19,5 % de la consommation totale d'électricité du pays fin 2023 ; cet indicateur de pénétration du solaire place le pays au 3e rang mondial. Le Chili est en 2023 le 16e producteur mondial d'électricité photovoltaïque. La puissance installée photovoltaïque atteint 9,2 GWc fin 2023, au 16e rang mondial.
La filière solaire thermodynamique à concentration commence à émerger : elle produit 0,35 % de l'électricité du pays en 2023. Une première centrale de 110 MW a été inaugurée en juin 2021 et des projets en cours d'évaluation en 2020 totalisent 2 014 MW.

## Potentiel solaire du Chili

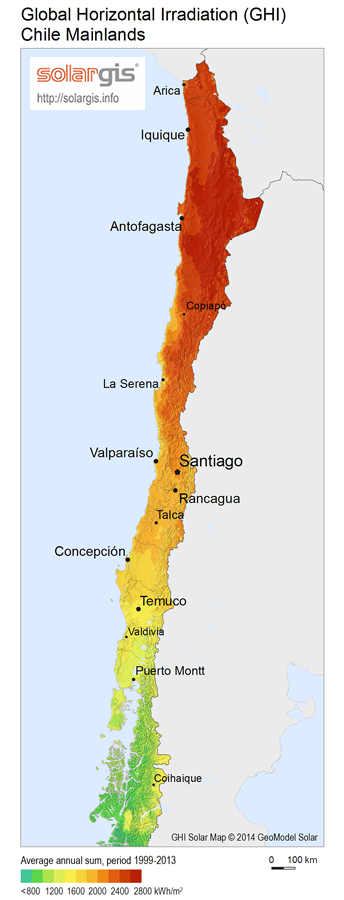
Carte de l'irradiation solaire du Chili.

Le nord du pays est particulièrement intéressant pour l'énergie solaire : le désert d'Atacama a le plus haut niveau d'irradiation solaire de la planète avec des niveaux d'irradiation dépassant 3 000 kWh/m2. Pour comparaison, la Provence est à 1 600 kWh/m2.
La centrale photovoltaïque de Boléro dans le désert d’Atacama atteint 3 669 kWh/m2/an, un des plus hauts niveaux de radiation solaire au monde.

## Politique de soutien
En 2014, le gouvernement de Michelle Bachelet a décidé de s'orienter vers les énergies renouvelables, afin de moins dépendre des importations, avec pour objectif 70 % d'électricité renouvelable en 2050. D'ici fin 2017, les réseaux électriques du nord et du sud du pays doivent être connectés pour fournir l'énergie solaire au reste du pays. Le métro de Santiago doit ainsi être alimenté majoritairement en énergies renouvelables, solaire mais également éolienne, dès 2018.
Le plan énergétique chilien de 2019 vise 100 % d'électricité d'origine renouvelable d'ici 2040. Le président Sebastian Pinera a cependant précisé que le pays conserverait des centrales thermiques en « réserve  stratégique ».
Selon le directeur de la division renouvelable de Total au Chili, l'énergie solaire est compétitive : 30 $/MWh, deux fois moins chère que le charbon.

## Solaire thermique
Selon l'Agence internationale de l'énergie, à la fin 2018, la puissance installée cumulée des capteurs solaires thermiques au Chili atteignait 248 MWth, soit 354 683 m2 de capteurs. La pénétration du solaire thermique est faible.

## Photovoltaïque

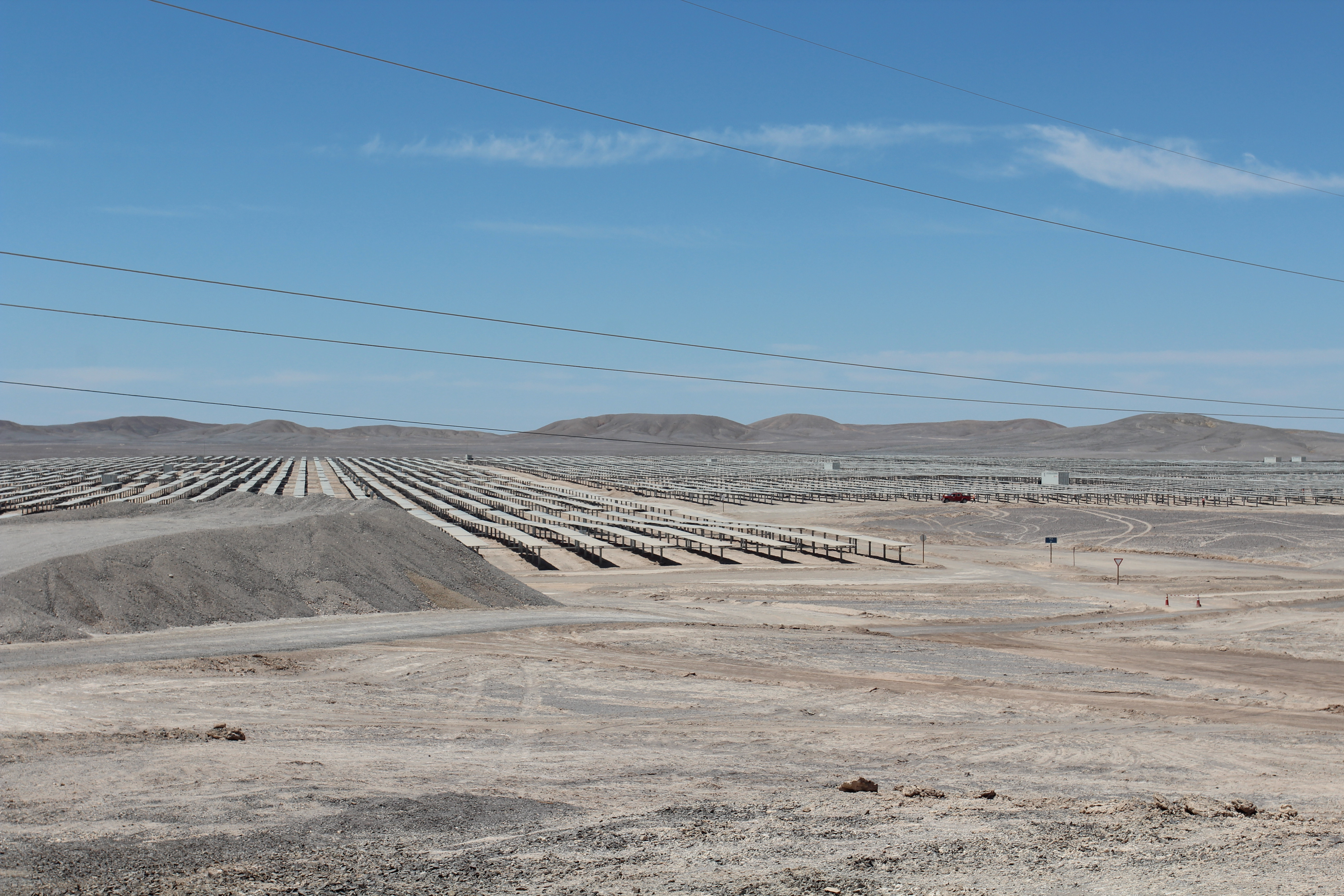
Centrale photovoltaïque Cerro Dominador (2017)

### Production d'électricité
Le Chili a produit 17 748 GWh d'électricité photovoltaïque en 2023, soit 20,2 % de la production d'électricité du pays, au 1er rang mondial pour la part du solaire dans le mix électrique, et 1,1 % de la production mondiale, au 16e rang mondial des producteurs d'électricité photovoltaïque.
L'Energy Institute estime la production d'électricité solaire (PV+CSP) du Chili à 18,2 TWh, soit 20,6 % de la production totale d'électricité.
L'Agence internationale de l'énergie estime le taux de pénétration théorique du solaire photovoltaïque chilien à 19,5 % de la consommation totale d'électricité du pays fin 2023 ; cette estimation est fondée sur la puissance installée au 31/12/2023, donc supérieure à la production réelle de l'année ; cet indicateur de pénétration du solaire place le pays au 3e rang mondial, derrière l'Espagne (21,1 %) et les Pays-Bas (20,5 %), devant la Grèce (17,8 %), l'Australie (15,2 %) et l'Allemagne (14,4 %) ; le Brésil est au 17e rang à 10,5 %.
| Année | Production (GWh) | Accroissement | Part prod.élec. |
| 2013  | 8                |               | 0,01 %          |
| 2014  | 480              | x60           | 0,7 %           |
| 2015  | 1 261            | +163 %        | 1,7 %           |
| 2016  | 2 639            | +109 %        | 3,3 %           |
| 2017  | 3 915            | +48 %         | 4,9 %           |
| 2018  | 5 218            | +33 %         | 6,3 %           |
| 2019  | 6 419            | +23 %         | 7,6 %           |
| 2020  | 7 971            | +24 %         | 9,5 %           |
| 2021  | 10 411           | +31 %         | 11,8 %          |
| 2022  | 15 405           | +48 %         | 16,9 %          |
| 2023  | 17 748           | +15 %         | 20,2 %          |

### Puissance installée

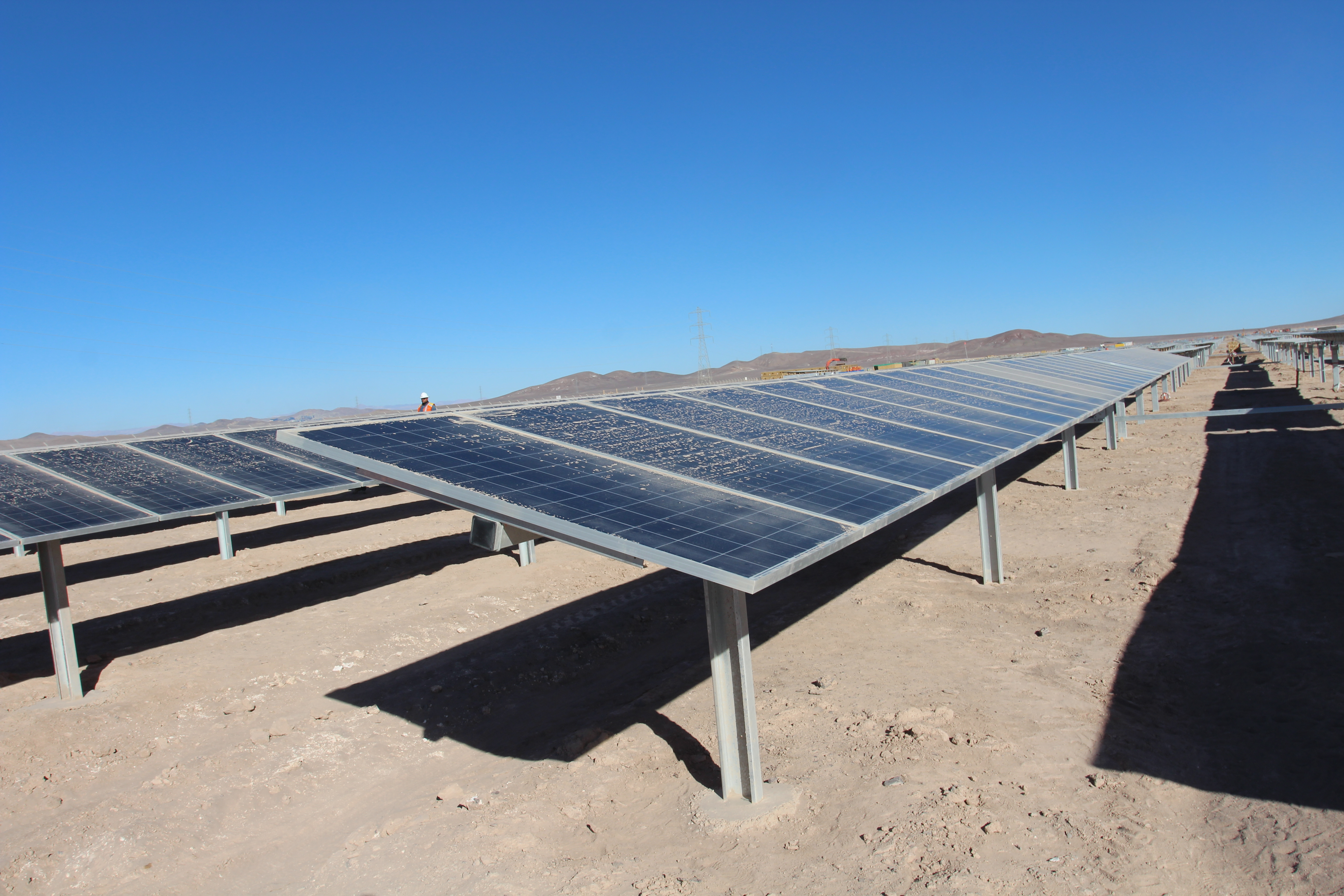
Centrale photovoltaïque d'Abengoa en 2015.

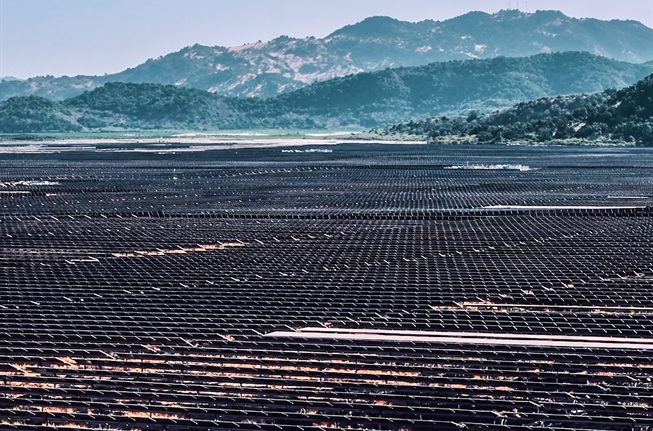
Centrale photovoltaïque Gran Teno 1 dans la région du Maule, mars 2024.

Le Chili a installé 1,3 GWc en 2023, portant sa puissance installée à 9,2 GWc, soit 0,6 % du total mondial, au 16e rang mondial.
En 2022, le Chili a installé 1,8 GWc, portant sa puissance installée à 6,8 GWc, soit 0,6 % du total mondial, au 16e rang mondial.
En 2021, le Chili a installé 1,3 GWc.
Le Chili a installé 790 MWc en 2020, dont 737 MWc de centrales solaires et 54 MWc de solaire diffus (petites installations en toitures). La puissance installée atteint 3 484 MWc fin 2020, dont 3 411 MWc de centrales et 74 MWc en diffus.
La puissance installée atteint 3 104 MWc en juillet 2020 ; les centrales en construction totalisent 2 801 MWc et les projets en cours d'évaluation 6 771 MWc.
Le Chili a installé 700 MWc en 2019.
En 2018, le Chili a installé 461 MWc contre 657 MWc en 2017.

### Principales centrales photovoltaïques
| Nom                            | Localité         | Région      | Puissance (MWc) | Surface (ha) | Mise en service | Exploitant/Propriétaire |
| Amanecer                       | Copiapó          | Atacama     | 100             |              | juin 2014       | Amanecer Solar CAP      |
| PV Salvador                    | El Salvador      | Atacama     | 70              | 138 ha       | janvier 2015    | Sunpower                |
| María Elena                    | María Elena      | Antofagasta | 160             |              | mai 2016        | Enel Green Power        |
| Luz del Norte                  | Copiapó          | Atacama     | 141             |              | décembre 2015   | First Solar             |
| Finis Terrae                   | María Elena      | Antofagasta | 160             |              | mai 2016        | Enel Green Power        |
| Carrera Pinto                  | Copiapó          | Atacama     | 97              |              | août 2016       | Enel Green Power        |
| Conejo Solar                   | Taltal           | Antofagasta | 104             | 700 ha       | septembre 2016  | Pattern Energy Group    |
| El Romero                      | Vallenar         | Atacama     | 246             |              | novembre 2016   | Acciona                 |
| Boléro                         | Sierra Gorda     | Antofagasta | 146             | 545 ha       | décembre 2016   | EDF Énergies Nouvelles  |
| Quilapilún,                    | Colina           | Santiago    | 110             | 288 ha       | mars 2017       | Atlas Renewable Energy  |
| Santiago Solar[réf. souhaitée] |                  | Santiago    | 115             | 200 ha       | janvier 2018    | EDF Énergies Nouvelles  |
| El Pelicano                    | La Higuera       | Coquimbo    | 100             | 174 ha       | janvier 2018    | Sunpower                |
| Granja Solar                   | Pozo Almonte     | Tarapacá    | 123             |              | juin 2020       | Solarpack               |
| Finis Terrae 2                 | Maria Elena      | Antofagasta | 126             |              | 2022            | Enel Chile              |
| Gran Teno                      | Estación Central | Santiago    | 240             |              | 2023            | Grenergy Renovables     |
| CEME 1                         | Maria Elena      | Antofagasta | 480             | 435          | juillet 2024    | EDF+AME                 |

Le parc photovoltaïque PV Salvador (70 MW) a été inauguré en 2015 par Sunpower, filiale de Total, dans le désert d'Atacama. Le groupe Total a aussi remporté le contrat d'alimentation du métro de Santiago en énergie solaire ; pour cela, il a lancé la construction du parc solaire El Pelicano, qui fonctionnera fin 2017.
Le parc photovoltaïque Boléro d'EDF Energies Nouvelles (146 MW) couvre 545 hectares dans le désert d'Atacama ; il alimentera surtout les mines de cuivre. Le chantier a été terminé en 16 mois. Le parc a été construit sur un plateau à 1700 mètres, altitude qui, couplée à une atmosphère très pure, fait du désert d’Atacama le site doté du meilleur taux d’irradiation au monde. De plus, le climat très sec mais pas trop chaud (17 degrés en moyenne) est un avantage car, au-delà de 20 degrés, les panneaux photovoltaïques perdent en rendement. Enfin, la zone est venteuse, ce qui participe au refroidissement des installations. Ainsi, les panneaux produisent avec un facteur de charge de 30 à 35 %, impressionnant par rapport aux champs dans le sud de la France (15 %).
En juin 2020, Enel Green Power lance les travaux de la seconde étape du projet Finis Terrae qui ajoutera 126 MW à ce parc de 160 MW dans la région d'Antofagasta. Après l'achèvement de ces travaux, la production annuelle moyenne du parc sera de 789 GWh.
| Nom                | Localité | Province | Puiss. (MWc) | Surface | Mise en service | Développeur/Propriétaire           |
| Valhalla           |          | Tarapacá | 600          |         | 2024            |                                    |
| Oxum del Tamarugal |          | Tarapacá | 363          |         | 2026            |                                    |
| Sol del Loa        |          |          | 330          |         |                 | Generadora Metropolitana (EDF+AME) |
| La Pampina         |          |          | 200          |         |                 | Generadora Metropolitana (EDF+AME) |

Le projet Valhalla, dans une zone du désert d'Atacama à 100 km au sud d'Iquique, entre Quebrada de Camarones et Tal Tal, où la montagne est proche de l'océan, est un complexe combinant une centrale solaire photovoltaïque de 600 MWc : « Cielos de Tarapacá » et une centrale de pompage-turbinagede 300 MW : « Espejo de Tarapacá », qui permettent de fournir de l'électricité 24 heures sur 24. La construction a démarré en 2020,.
Le projet Oxum del Tamarugal (363 MW), sur 455 ha dans la région de Tarapacá, est prévu pour une mise en chantier en 2024 et une mise en service en 2026.

## Énergie solaire thermodynamique

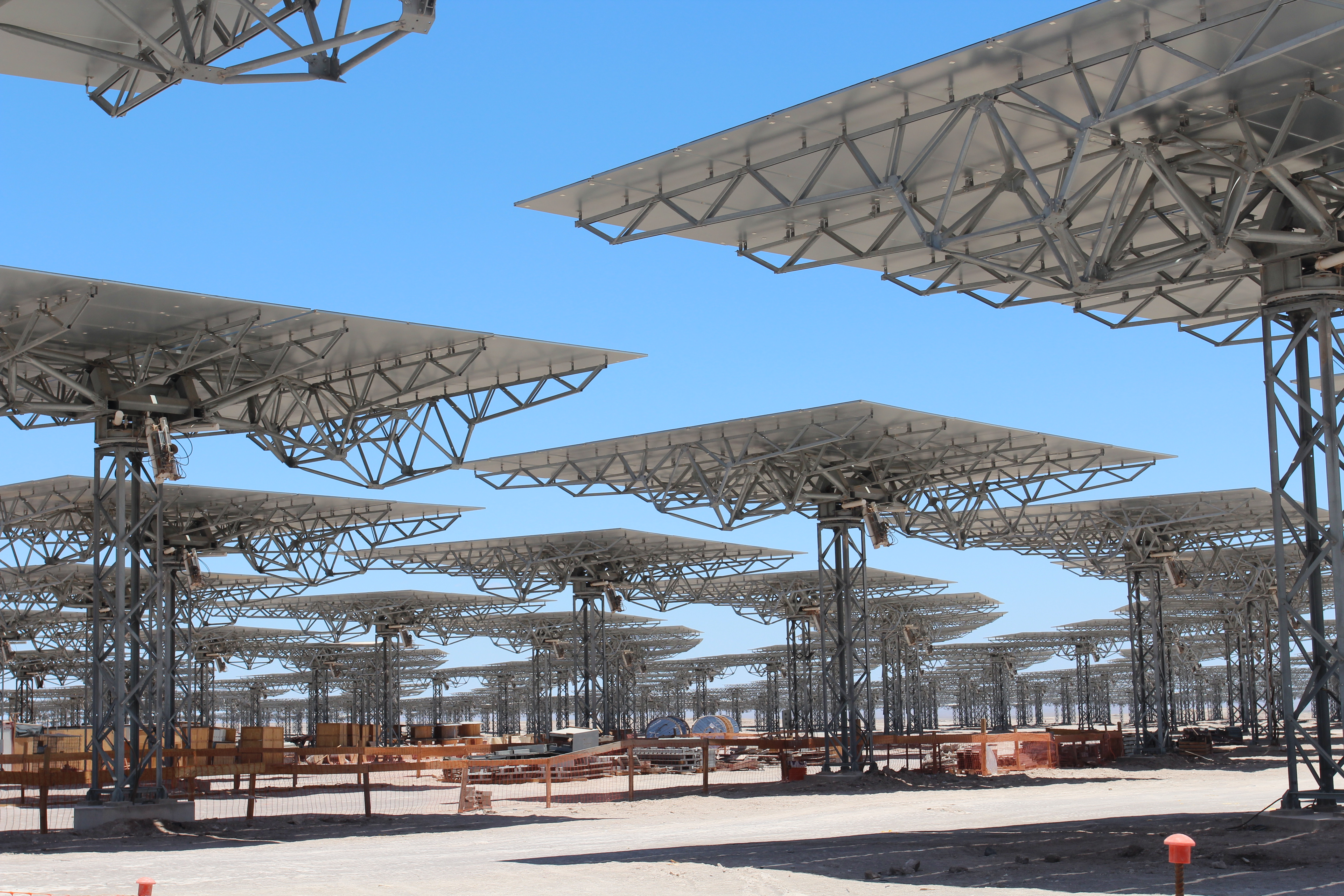
Héliostats de la centrale Cerro Dominador, janvier 2017.

Les projets solaires thermodynamiques en cours d'évaluation en 2020 totalisent 2 014 MW.
La filière thermodynamique est en plein démarrage avec l'achèvement du chantier de la première centrale chilienne : la centrale solaire thermodynamique Atacama-1 (Planta Solar Cerro Dominador), dont la tour solaire (110 MW, avec 17,5 heures de stockage) a une hauteur de 243 mètres. Elle a été mise en chantier en mai 2014 par Abengoa dans la région d'Antofagasta ; sa mise en service, prévue initialement en juin 2018, a été repoussée à 2020. Ses 10 000 héliostats, des miroirs de 140 m2 qui suivent la trajectoire du soleil, concentrent la chaleur du soleil sur le récepteur situé au sommet de la tour, qui contient des sels fondus qui seront chauffés à 565ºC. Cerro Dominador, construite par les espagnols Acciona et Abengoa, s'étend sur une zone de 1 000 hectares où se trouve également une centrale photovoltaïque de 210 MWc. Le récepteur, pesant 2 300 tonnes, a été hissé et installé au début mars 2020 au somment de la tour de 220 mètres. Le 20 avril 2020 s'est achevée l'opération de fusion des 46 000 tonnes de sels qui seront utilisés pour stocker la chaleur produite par la centrale.
La centrale Atacama-1 a été inaugurée le 8 juin 2021.
| Année | Production (GWh) | Accroissement | Part prod.élec. |
| 2021  | 153              |               | 0,17 %          |
| 2022  | 307              | +101 %        | 0,34 %          |
| 2023  | 307              | 0 %           | 0,35 %          |

| Nom             | Localisation | Région      | Technologie  | Puiss. (MW) | Date mise en service | Constructeur       | Stockage    |
| Cerro Dominador | María Elena  | Antofagasta | tour solaire | 110         | juin 2021            | Acciona et Abengoa | 17,5 heures |
| Tamarugal       | Tamarugal    | Tarapaca    | tour solaire | 450         | ?                    | SolarReserve       | 13 heures   |
| Copiapó         | Copiapó      | Atacama     | tour solaire | 260         | ?                    | SolarReserve       | 13 heures   |
| Likana          | Tamarugal    | Tarapaca    | tour solaire | 390         | ?                    | SolarReserve       | 13 heures   |

Trois importantes centrales solaires thermodynamiques sont en projet fin 2017 dans le nord du Chili, portées par la société américaine SolarReserve. Ces projets, situés à Tamarugal (trois tours solaires, 450 MW), Copiapo (deux tours solaires, 260 MW) et Likana (390 MW), représentent un total de 1 100 MW et sont dotées d'une capacité de stockage intégrées de 13 heures par stockage de fluide caloporteur. Le projet de Tamarugal, dans la région de Tarapaca, a obtenu le feu vert du gouvernement ; sa production annuelle théorique est estimée à 2 600 GWh,. Le projet de Copiapo, à 65 km au nord-est de la ville de Copiapó dans la région d'Atacama, a obtenu toutes ses autorisations ; il produira 1 800 GWh par an. Le projet de Likana, dans la région d'Antofagasta, est au stade de demande de permis ; avec 3 tours solaires de 130 MW, il produira 2 800 GWh par an.